# Sundathelphusa
Sundathelphusa is een geslacht van kreeftachtigen uit de klasse van de Malacostraca (hogere kreeftachtigen).

## Soorten
- Sundathelphusa antipoloensis (Rathbun, 1904)
- Sundathelphusa aruana (Roux, 1911)
- Sundathelphusa aspera Ng & Stuebing, 1989
- Sundathelphusa boex Ng & Sket, 1996
- Sundathelphusa cagayana Mendoza & Naruse, 2010
- Sundathelphusa cassiope (de Man, 1902)
- Sundathelphusa cavernicola (Takeda, 1983)
- Sundathelphusa cebu Husana & Ng, 2019
- Sundathelphusa celer (Ng, 1991)
- Sundathelphusa danae Husana, Yamamuro & Ng, 2014
- Sundathelphusa grapsoides (H. Milne Edwards, 1853)
- Sundathelphusa hades Takeda & Ng, 2001
- Sundathelphusa halmaherensis (de Man, 1902)
- Sundathelphusa holthuisi Ng, 2010
- Sundathelphusa jagori (von Martens, 1868)
- Sundathelphusa lobo Husana, Naruse & Kase, 2009
- Sundathelphusa longipes (Balss, 1937)
- Sundathelphusa minahassae (Schenkel, 1902)
- Sundathelphusa mistio (Rathbun, 1904)
- Sundathelphusa molluscivora Schubart & Ng, 2008
- Sundathelphusa montana (Bürger, 1894)
- Sundathelphusa montanoanus (Rathbun, 1904)
- Sundathelphusa niwangtiil Husana, Kase & Mendoza, 2015
- Sundathelphusa orsoni Husana, Kase & Mendoza, 2015
- Sundathelphusa philippina (von Martens, 1868)
- Sundathelphusa picta (von Martens, 1868)
- Sundathelphusa rubra (Schenkel, 1902)
- Sundathelphusa quirino Husana & Ng, 2019
- Sundathelphusa sottoae Ng & Sket, 1996
- Sundathelphusa subquadratus (Gerstaecker, 1856)
- Sundathelphusa sutteri (Bott, 1970)
- Sundathelphusa tenebrosa Holthuis, 1979
- Sundathelphusa urichi Ng & Sket, 1996
- Sundathelphusa vedeniki Ng & Sket, 1996
- Sundathelphusa vienae Husana, Yamamuro & Ng, 2014
- Sundathelphusa waray Husana, Naruse & Kase, 2009
- Sundathelphusa wolterecki (Balss, 1937)